# Фута (червона панда)
Фута (яп. 風太; нар. 2003, Суруґа, Сідзуока, Японія) — самець червоної панди (Ailurus fulgens) у зоопарку міста Тіба, Японія. У 2005 році він став популярним серед відвідувачів і телевізійною знаменитістю в Японії завдяки своїй здатності стояти прямо на задніх лапах близько десяти секунд за раз.
У той час цей подвиг приваблював близько 6 000 відвідувачів зоопарку кожні вихідні, а також сприяв появі Фути в телевізійній рекламі безалкогольних напоїв. У 2020 році Фута все ще продовжував це робити, у віці 15 років, що еквівалентно 70 рокам життя людини.
Фута надихнув на створення персонажа Пабу, тварини-компаньйона в американському мультсеріалі «Легенда про Корру».